# Šmid
Šmid je 163. najbolj pogost priimek v Sloveniji, ki ga je po podatkih Statističnega urada Republike Slovenije na dan 31. decembr] 2007 uporabljalo 1.035 oseb, na dan 1. januarja 2011 pa 1.025 oseb ter je med vsemi priimki po pogostosti uporabe zavzel 164. mesto.
- Aina Šmid (*1957), videastka
- Alenka Šmid - Čena (*1968), pevka
- Andrej Šmid (*1942), arhitekt
- Andrej Šmid (*1971), arhitekt, publicist
- Benjamin Šmid (*1961), športni padalec, podjetnik
- Breda Šmid (1926–2011), baletna plesalka in pedagoginja
- Danijel Šmid - Danny (*1968), vedeževalec, TV-voditelj
- Igor Šmid (*1961), TV-režiser
- Jana Šmid (*1938), gledališka igralka
- Jelka Šmid-Korbar (*1934), farmacevtka, univ. profesorica
- Jože Šmid (1925—2003), partizan, publicist (Železniki)
- Katarina Šmid, umetnostna zgodovinarka, arheologinja?
- Konrad Šmid (1886—1954), pravnik, carinski strokovnjak
- Mateja Šmid, bibliotekarka, direktorica Ljudske univerze Kranj
- Mateja Šmid Hribar (*1975), geografinja, naravovarstvenica; kulturna krajina
- Lojze Šmid (*1941), zdravnik otorinolaringolog
- Marica Šmid (1932—2019), šivilja, slikarka
- Stane Šmid (1910—?), partizan prvoborec
- Tanja Šmid (*1990), plavalka
- Valter Šmid/Walter Schmid (1875—1951), arheolog, etnograf in čebelar